# Centroclisis terribilis
Centroclisis terribilis är en insektsart som beskrevs av Prost 1999. Centroclisis terribilis ingår i släktet Centroclisis och familjen myrlejonsländor. Inga underarter finns listade i Catalogue of Life.